# HD 194097
HD 194097，又名BD+30 4005，SAO 69917、HR 7797，是一颗恒星，视星等为6.09，位于銀經70.81，銀緯-3.33，其B1900.0坐标为赤經20h 18m 35.9s，赤緯+30° -3.33′ 43″。